# 29198 Weathers
29198 Weathers (1991 DW) là một tiểu hành tinh vành đai chính được phát hiện ngày 18 tháng 2 năm 1991 bởi E. F. Helin ở Đài thiên văn Palomar.